# ФК Амјен
Спортски клуб Амјен (фр. Amiens Sporting Club), познатији као само Амјен, професионални је фудбалски клуб из Амјена који наступа у Другој лиги Француске. Клуб је основан 1901. године, а домаће утакмице игра на стадиону Ликорн капацитета 12.097 места.